# Église de l'Immaculée-Conception de Vidoši
Pour les articles homonymes, voir Église de l'Immaculée-Conception.
L'église de l'Immaculée-Conception est située en Bosnie-Herzégovine, sur le territoire du village de Vidoši et dans la municipalité de Livno. Construite entre 1853 et 1856, elle est inscrite sur la liste des monuments nationaux de Bosnie-Herzégovine.

## Localisation

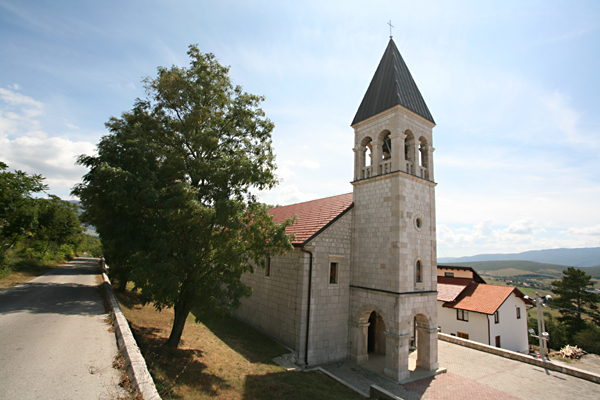
Autre vue de l'église

## Architecture

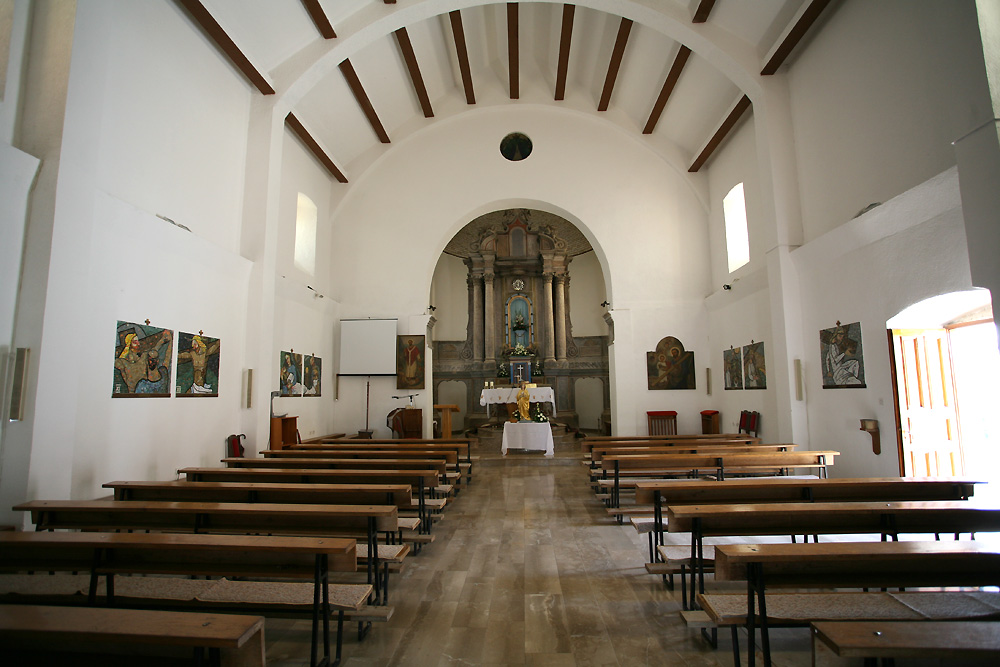
L'intérieur de l'église